# Dhivehi Premier League
Dhivehi Premier League – piłkarskie rozgrywki ligowe na najwyższym szczeblu na Malediwach. Ligę pod tą nazwą założono w 2014 roku. Najwięcej mistrzostw zdobyła drużyna New Radiant SC.

## Historia
Ligowe mistrzostwa Malediwów są rozgrywane od 2000 roku. Pierwszym mistrzem został zespół Victory Sports Club. Dhivehi Premier League powstała w grudniu 2014, kiedy to zdecydowano się zmienić nazwę Dhivehi League, będącej wtedy najwyższym poziom rozgrywkowym na Malediwach. Pierwszym mistrzem ligi pod nową nazwą została drużyna New Radiant SC.

## Drużyny w sezonie 2023
| Uczestnicy edycji 2023 | Uczestnicy edycji 2023 | Uczestnicy edycji 2023 |
| Poz.                   | Drużyna                | Miejscowość            |
| ---------------------- | ---------------------- | ---------------------- |
| 1.                     | Maziya S&RC            | Malé                   |
| 2.                     | Club Eagles            | Malé                   |
| 3.                     | Super United Sports    | Malé                   |
| 4.                     | TC Sports Club         | Malé                   |
| 5.                     | Buru Sports Club       | Malé                   |
| 6.                     | United Victory         | Malé                   |
| 7.                     | Club Green Streets     | Malé                   |
| 8.                     | Club Valencia          | Malé                   |

Źródło:

## Mistrzowie ligi
Mistrzowie Malediwów w piłce nożnej:
- 2000: Victory Sports Club
- 2001: Club Valencia
- 2002: Club Valencia
- 2003: Club Valencia
- 2004: Club Valencia
- 2005: Hurriyya SC
- 2006: New Radiant SC
- 2007: Victory Sports Club
- 2008: Club Valencia
- 2009: VB Addu FC
- 2010: VB Addu FC
- 2011: VB Addu FC
- 2012: New Radiant SC
- 2013: New Radiant SC
- 2014: New Radiant SC
- 2015: New Radiant SC
- 2016: Maziya S&RC
- 2017: New Radiant SC
- 2018: TC Sports Club
- 2019/20: Maziya S&RC
- 2020/21: Maziya S&RC
- 2022: Maziya S&RC
- 2023: Maziya S&RC

## Statystyki

### Tabela medalowa
Mistrzostwo Malediwów zostało do tej pory zdobyte przez 7 różnych drużyn.
Stan po sezonie 2023.
| Klub                | Liczba tytułów |
| ------------------- | -------------- |
| New Radiant SC      | 6              |
| Club Valencia       | 5              |
| Maziya S&RC         | 5              |
| VB Addu FC          | 3              |
| Victory Sports Club | 2              |
| Hurriyya SC         | 1              |
| TC Sports Club      | 1              |